# Варзина
Варзина (рус. Варзина) река је која протиче крајњим северозападом европског дела Руске Федерације. Налази се у северном делу Мурманске области, на полуострву Кола и целом дужином тока протиче преко територије Ловозерског рејона. Припада басену Баренцовог мора у које се улива пространим естуарским ушћем. Свој ток започиње као отока ледничког језера Јонозеро и целом дужином тока тече у смеру севера. Укупна дужина водотока је 32 km, док је површина сливног подручја око 1.450 km².
У средњем и доњем делу тока одликује се бројним каскадама у кориту, а њена долина има карактер плитког кањона. Карактерише је нивално-плувијални режим храњења. Најважније притоке су Пухталквај (18 km) и Пенка (36 km).
На њеним обалама данас се не налазе насељена места, иако се на њеном ушћу некада налазило село Варзино.